# Parti réformiste (Tchad)
Pour les articles homonymes, voir Parti réformiste.
Le parti réformiste est un parti politique tchadien fondé en 2017.Le Parti a été autorisé à fonctionner le 28 août 2017, par le ministère de l’administration du territoire et de la gouvernance locale. Il tient son premier congrès ordinaire en janvier 2022.
Le parti soutient le candidat de l'opposition Saleh Kebzabo lors de la présidentielle de 2021. À la suite de la marche lancée par Wakit Tama pour rejeter le Conseil militaire de transition, le président du parti Yacine Abdramane Sakine a été arrêté et torturé par la police.
Durant la transition, le parti a décidé de participer au dialogue national inclusif de 2022.